# Hatzum
Hatzum im Rheiderland ist eine Ortschaft in der Gemeinde Jemgum im niedersächsischen Landkreis Leer in Ostfriesland.
Der Ort ist weitgehend landwirtschaftlich geprägt, belegt eine Fläche von 9,79 km² und hat 160 Einwohner.

## Geschichte
Das Ortsgebiet von Hatzum ist bereits seit der Frühzeit besiedelt. Beim Abbau von Rohstoffen für die Ziegelindustrie kamen 1962 in Boomborg Reste einer Siedlung aus der jüngeren Bronzezeit bis zur Hallstattzeit zutage, die die Deutsche Forschungsgemeinschaft (DFG) von 1963 bis 1969 in einem mehrjährigen Forschungsprojekt untersuchen ließ. Dabei konnten die Archäologen in fünf Siedlungshorizonten je zehn bis 14 Hausgrundrisse freilegen. Ein Großteil von ihnen waren dreischiffige Hallenhäuser, teilweise mit dazugehörenden Hofplätzen und Grundrissen von Vorratsspeichern. Hinzu kamen Relikte von Handwerkerhäusern. Diese Siedlung hatte bis in das 4. Jahrhundert vor Christus Bestand. Danach gaben die Bewohner sie infolge des steigenden Meeresspiegels auf. Um Christi Geburt begann die Wiederbesiedelung des Ortes, der 400 Jahre später abermals wegen vermehrter Überflutungen aufgegeben wurde.
Der heutige Ort entstand im 8. Jahrhundert zunächst auf ebener Erde. Noch im Verlauf des Jahrhunderts wurde Langwarft aufgeworfen, auf der die damaligen Bewohner eine Handelssiedlung errichten. Die Häuser der Warenhändler und Handwerker standen rechts und links der über die Warfkrone geführten Straße. Hatzum ist damit eine typische Wiksiedlung. Der heutige Ortsname wird erstmals 1401 als Hartzum genannt. Er ist vermutlich eine Zusammensetzung des Rufnamens Hart(e) und -um (= Heim). Im Mittelalter war Hatzum (mutmaßlich seit etwa 1270) bis 1467 Sitz einer Propstei im Bistum Münster. Die St.-Sebastians-Kirche wurde wahrscheinlich gegen Ende des 13. Jahrhunderts auf einer zweiten Warft errichtet. Auf dieser Warft stand vom Spätmittelalter bis Anfang des 19. Jahrhunderts zudem eine Häuptlingsburg. Der erste bekannte Häuptling in Hatzum ist gegen Ende des 14. Jahrhunderts ein Jarich. Über die Erbtochter seines Sohnes kam die Burg an die Häuptlingsfamilie von der Coldeborg. Die Familie Harringa erbte zu Beginn des 17. Jahrhunderts nach dem Aussterben dieser Familie deren Besitzungen. 1808 ging die Burg an die Krumminga. 1824 wurde sie größtenteils abgerissen und durch ein neues Herrenhaus ersetzt. Der Burggraben ist noch teilweise erhalten.
Hatzum gehört seit der Gemeindereform, die am 1. Januar 1973 in Kraft trat, zur Gemeinde Jemgum.

## Persönlichkeiten
- Georg Schnedermann (1818–1881), Chemiker
- Gustav Langen (1878–1964), Stadt-, Landesplaner und Planungstheoretiker